# Johannes R. Köhler

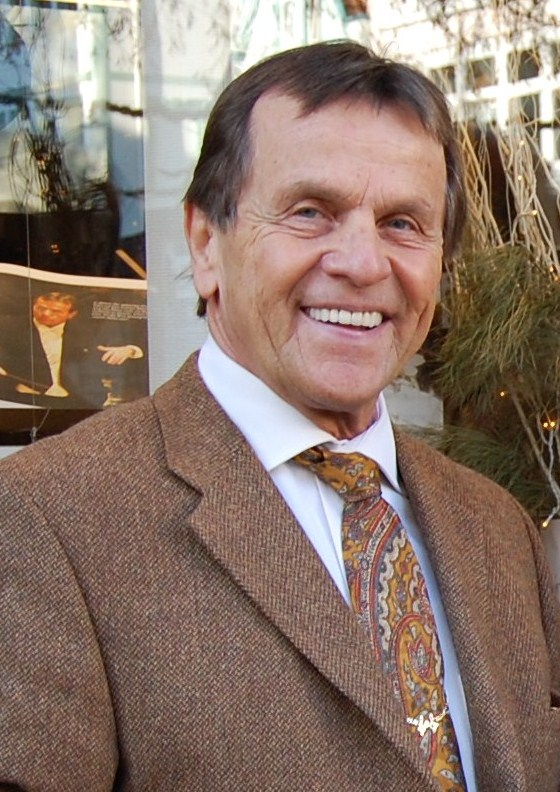
Johannes R. Köhler, 2008

Johannes R. Köhler (* 19. Oktober 1933 in Bad Kissingen; † 1. September 2022 ebenda) war ein deutscher Komponist, Dirigent und Lyriker.

## Leben
Schon früh beschäftigte sich Köhler mit Musik, Kunst und Literatur, musste jedoch als 22-Jähriger das Teppichgeschäft seines Vaters in Bad Kissingen übernehmen. Erst im Alter von 38 Jahren begann er in Würzburg ein Musikstudium (Komposition und Dirigieren). Das Erlebnis des Todes seiner Berner Sennenhündin veranlasste Köhler zu seinem ersten Album Gefühle. Er veröffentlichte danach zahlreiche Tonträger mit seinen Kompositionen und Arrangements, gespielt von den Münchner Symphonikern. Köhler vertrieb seine Musik ausschließlich über das Internet und in seinem Geschäft am Bad Kissinger Marktplatz.
Köhler verband seine Tonträgerprojekte mit Spendenaktionen. Insgesamt spendete er bis 2010 etwa 750.000 Euro aus seinen Einkünften als Komponist und Musiker u. a. dem Deutschen Tierschutzbund, dem Karlheinz-Böhm-Projekt „Menschen für Menschen“, der Deutschen Herzstiftung, dem Naturschutzbund Deutschland, der Aktion Sorgenkind, der UNICEF und dem Kuratorium Deutsche Altershilfe.
Köhlers Musik wurde vom Bad Kissinger HNO-Professor Claus-Frenz Claussen in der Erforschung und Behandlung von Tinnitus eingesetzt.
Köhler war 30 Jahre lang Stadtrat von Bad Kissingen, 28 Jahre lang Schatzmeister des Rot-Kreuz-Ortsverbandes, Gründer und zehn Jahre lang Vorstand im „Kissinger Kunst- und Kulturkreis“ (KKKK). Er war 16 Jahre im Vorstand der Lebenshilfe Bad Kissingen, 12 Jahre Ortswaisenrat und 8 Jahre Pfarrgemeinderatsvorsitzender der St.-Elisabeth-Kirche.
Dafür bekam er am 6. Oktober 2017 die Silberne Bürgermedaille der Stadt Bad Kissingen.
Auf ihn geht die Idee zur Benennung der KissSalis Therme zurück. Der Name ist zusammengesetzt aus „Kissingen – Salus – Aquis“ und bedeutet als Kürzel „Kissinger – Heil – Wässer“.
Im Alter von 81 Jahren promovierte er 2014 an der Fakultät für Wirtschaftswissenschaften der TU Chemnitz zum Dr. rer. pol. (Doktor der Staats- und Wirtschaftswissenschaften).
Köhler starb am 1. September 2022 kurz vor seinem 89. Geburtstag.

## Auszeichnungen
- Deutsche Bundesverdienstmedaille und Bundesverdienstkreuz am Bande
- Ehrenzeichen des Deutschen Roten Kreuzes
- Ehrenplaketten in Silber und Gold, Ehrennadel in Silber und Gold sowie Steckkreuz des Bayerischen Roten Kreuzes
- Ehrenkreuz der Akademie für Tierschutz
- Goldener Umwelttaler vom Deutschen Naturschutzbund
- Goldenes Herz der Deutschen Herzstiftung
- Ehrennadel von UNICEF
- Ehrenoffizier der Königl. Akademie Turin im 120. Corps der Artillerie

## Diskografie
Unter dem Markennamen Musik zum Streicheln veröffentlichte Köhler die 17 Tonträger Gefühle, Zärtlichkeit, Träumereien, Momente, Seelentau, Impressionen, Lichtblicke, Geborgenheit, Erinnerungen, Innigkeit, Behutsamkeit, Zufriedenheit, Begegnungen, Kinder- und Wiegenlieder, Die schönsten Volkslieder, Wunderbare Weihnachtszeit, Medizinische Sonderausgabe – beruhigend. Die Aufnahmen wurden alle unter seinem Dirigat mit den Münchner Symphonikern eingespielt. Außerdem erschienen die Sampler Gala-Konzert und Sisi Romantik sowie die Big-Band-CD Musical Journey mit dem Orchester William Gardner.

## Bücher  (Auswahl)
- Johannes macht Blödsinn. Eigenverlag, Bad Kissingen 1974, DNB 770545459.
- Kleine Tiere wie du und Ich. Heitere Lyrik in Versen mit Zeichnungen von Oskar (Hans Bierbrauer) und einem Vorwort von Heinz-Georg Klös (Direktor des Zoologischen Gartens Berlin). Eigenverlag, Bad Kissingen 1975, ISBN 3-922159-01-X.
- Große Tiere wie du und Ich. Heitere Lyrik in Versen mit Zeichnungen von „Oskar“ (Hans Bierbrauer) und einem Vorwort von Hans Rosenthal Eigenverlag, Bad Kissingen 1977, DNB 800726510. im Jahr 1978 dreifach ausgezeichnet mit dem „Buchpreis für heitere Lyrik“ der AWMM (Arbeitsgemeinschaft für Werbung, Markt- und Meinungsforschung, Buchs, Schweiz). (Neuauflage: Große und kleine Tiere wie Du und Ich. Verlag Lübbe, Bergisch Gladbach 1985, ISBN 3-404-10518-4)